# 老州议会大厦

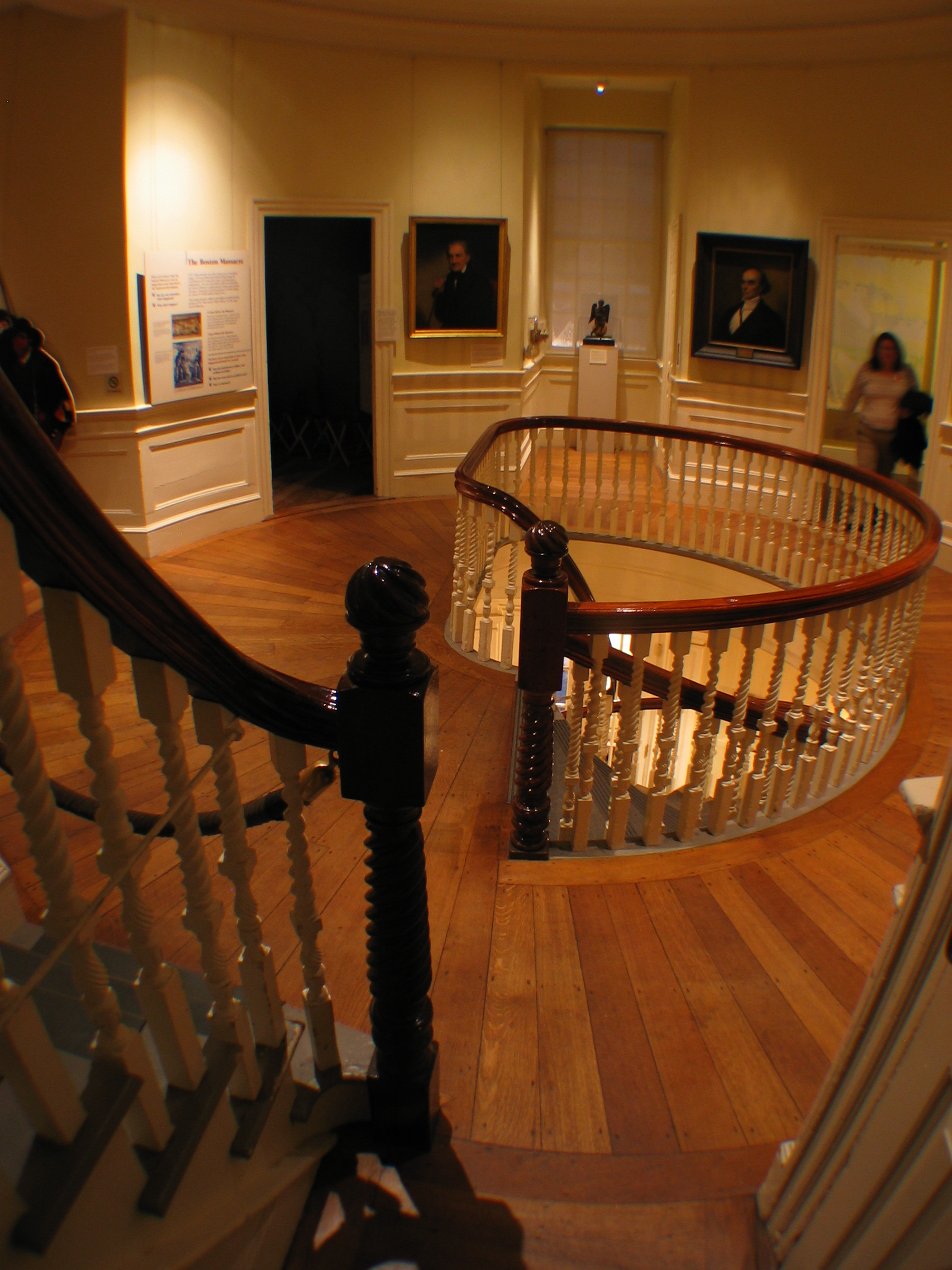
老州议会大厦内部

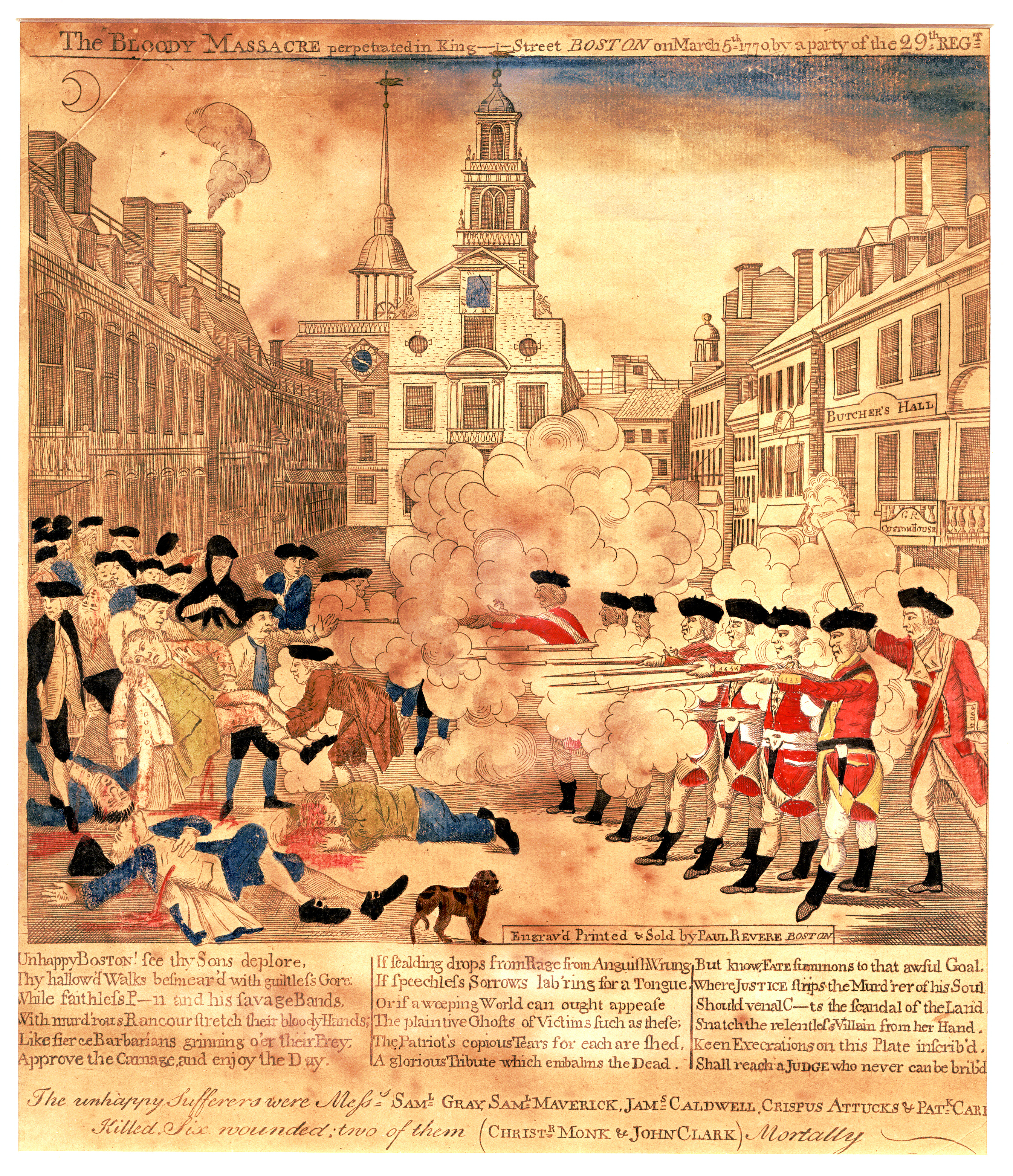
波士顿屠杀

老州议会大厦（Old State House）是美国波士顿的一座古老的红砖建筑，兴建于1712-1713年，1711年第一座木质的市政厅（建于1657年）毁于火灾之后。老州议会大厦位于华盛顿街（Washington Street）和州街（State Street）的路口。这是波士顿最古老的公共建筑，也是自由之路的一站。 

## 历史
1776年7月18日，在老州议会大厦的东侧阳台，独立宣言首次向欢腾的人群宣读。当时，大陆军已经将英国军队赶出波士顿。 
美国革命后，这座建筑用作马萨诸塞州政府，直到1798年迁入今天的马萨诸塞州议会大厦。从1830年至1841年，这座建筑一度成为波士顿市政厅，后来改为商业用途。
1976年7月11日，英国女王伊丽莎白二世参加美国二百周年纪念庆祝活动，参观了老州议会大厦。

## 现状
今天，波士顿金融区的高层建筑包围了老州议会大厦，但是沿州街仍能看到港口。老州议会大厦已成为一个主要的公共交通连接点，并且自1904年起，是地铁蓝线和橙线换乘站州街站的出入口。大厦内由波士顿人协会（The Bostonian Society）管理，设有博物馆。老州议会大厦是一个热门的婚礼场所，仪式通常是在东侧毗邻的阳台房间举行，夫妇常在仪式之后再阳台上拍照。
| 前任： 老南聚会所 | 在波士顿自由之路中的位置 老州议会大厦 | 繼任： 波士顿屠杀遗址 |